# 間部詮言
間部 詮言（まなべ あきとき）は、越後村上藩の第2代藩主、のち越前鯖江藩の初代藩主。間部家2代。

## 生涯
西田清貞の五男として生まれる。宝永5年（1708年）4月15日、長兄・間部詮房の養嗣子となる。同年5月1日、将軍徳川綱吉に御目見する。同年12月18日、従五位下・下総守に叙任する。享保5年（1720年）9月12日、詮房の死去により家督を継ぐが、間もなく越後村上から越前鯖江に移封された。これは、将軍徳川家宣や家継の時代に権勢を振るっていた間部家を城主大名から無城大名へ降格させた上、実質的な収入も減らすという、いわゆる左遷であった。
このため、詮言は鯖江の地において、一から藩政の確立に取り組まねばならなくなった。家臣団の編成、町の建設などである。このような中で、詮言は失意のうちに35歳で江戸芝の三田邸にて死去したという。男児が1人いたが、早世していたため、甥（兄・詮貞の子）の詮方を養嗣子として跡を継がせた。

## 系譜
父母
- 西田清貞（実父）
- 光寿院 - 小川次郎右衛門の娘（実母）
- 間部詮房（養父）

正室
- 宝蓮院、滝 - 阿部正喬の養女

子女
- 見部 - 永井直寛正室

養子
- 間部詮方 - 間部詮貞の長男

## エピソード
村上藩から転封され鯖江藩が成立したことが縁で、新潟県村上市と福井県鯖江市は1981年に姉妹都市になっている。